# Frota J do Metrô de São Paulo
A Frota J do Metrô de São Paulo é uma série de TUEs modernizados pelo consórcio BTT, formado pela canadense Bombardier, Temoinsa e grupo Tejofran.
Operam com o sistema CBTC, do inglês "Communications-Based Train Control", que diminui o headway e permite melhor adequação entre o tempo de percurso dos trens e a demanda operacional.
Esta nova frota é parte da antiga Frota A, de 1974, que foi reformada em sua totalidade e transformada em duas outras frotas: a Frota I (trens de matrícula A01 até A25 para I01 até I25) e a Frota J (A26 até A51 para J26 até J51).

## História
Estas composições são oriundas do processo de modernização que restruturou o interior e adicionou novos componentes de segurança e tecnologia de transporte, além do padrão estético, do lote de carros do antigo consórcio entre a empresa nacional Mafersa e a americana The Budd Company, a Frota A, fabricados entre 1972 e 1976. O contrato de modernização dos trens foi firmado em 2009 e a última composição da frota entregue em 24 de agosto de 2018.

## Características da Reforma

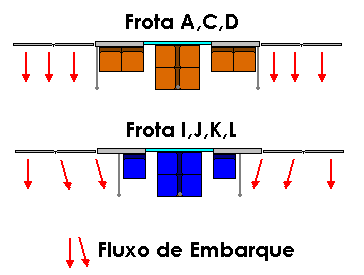
Ilustração comparativa entre a disposição de assentos em carros antigos (A, C e D) e seus respectivos modernizados (I, J, K e L). A redução de número e reposicionamento do balostre de apoio permitiram o melhor fluxo de passageiros durante entrada e saída, por estratégia da Companhia.

Ao serem modernizados, os trens da Frota J assumiram um novo padrão estético e funcional, completamente diferenciado do de seus antecessores.
Em seu interior foram instaladas novas paredes de fibra de vidro, houve a diminuição do número de assentos por carro e a extensão da cabine para os dois lados da máscara frontal (o que possibilita a completa visão da via pelo operador). Houve a implantação de um sistema de climatização por ar-condicionado (AVAC), o que exigiu um enorme corte na parte superior do teto da caixa de aço inox na região do salão de passageiros e reforço da estrutura lateral. Foi alterado o piso (de emborrachado para fibra plástica dura), além da implantação de sistemas de letreiros, mapas de linha luminosos e, na intenção de facilitar a detecção de falhas na abertura fechamento de portas, indicadores locais e no painel da condição de funcionamento delas, entre tantos outros aspectos. Na cabine, houve a inserção de diversos componentes informatizados de controle operacional, como painéis da condição das portas e de monitoramento do salão por câmeras.
Externamente, assim como nas demais frotas modernizadas do Metrô, houve o aproveitamento completo da caixa de aço inox e de grande parte dos preexistentes circuitos elétricos internos, além de truques e rodas, todos obtendo revisão de componentes. A máscara frontal foi uma mudança externa marcante, tendo também havido o fechamento, por painéis de fibra de vidro reforçada, - e, internamente, por hastes de aço - das máscaras das junções dos antigos carros intermediários, cujas cabines sem utilização deram agora origem à extensão do salão de passageiros.

## Benefícios da modernização
A modernização da frota original do Metrô trouxe diversos benefícios energéticos à operação do sistema, otimizando o gasto de eletricidade:
Alimentação: ao se alterar o sistema de alimentação de motores de corrente contínua para corrente alternada, o veículo apresenta um efetivo aumento de eficiência, já que a circulação da eletricidade em ondas facilita a conversão de eletricidade em trabalho. A contínua, no veículo, continua sendo utilizada como tensão de comando para diversos equipamentos internos.
Ar condicionado: o ar condicionado, não só nos trens mas também em seu uso genérico, é um equipamento que consome grande quantidade de energia elétrica. Ao serem instalados nos trens da Frota J, além de consumirem eletricidade, exigiram um grande reforço da estrutura interna da caixa para sua sustentação, por causa de seu peso. Do ponto de vista operacional, há grande compensação entre ambos os fatores, pois a quantidade de energia gasta para alimentação dos ar-condicionados seria equivalente ou proporcional à desperdiçada no torque do antigo motor de corrente contínua.
Janelas fechadas: o condicionamento da corrente de ar por janelas abertas acaba por gerar resistência mecânica ao longo da composição, especialmente em túneis. Com o fechamento da extensão das janelas na frota, impede-se que o ar gere maiores resistências no interior. Apesar de ser um fator relativamente pequeno e de pequeno impacto ao ser visto em um carro, a resistência do ar na entrada pelas janelas do veículo de velocidade e massa elevados (o que resulta em grande força de locomoção), além dos grandes percursos, acabam gerando notável gasto de energia.